# 張悌
張 悌（ちょう てい）は、中国三国時代の呉の政治家・武将。字は巨先。荊州襄陽郡の人。

## 生涯
若くして道理にかなった人物として知られ、孫休（258-264年）の時代に屯騎校尉となった。幼少の頃、諸葛靚の一族で、後に丞相となる人物（諸葛恪か）から抜擢されたという。大官に任じられるようになると、時流に迎合し、帝の側近たちに取り入ったため、論者たちからは批判を受けた。
魏の司馬昭が蜀漢討伐の兵を起こすと、張悌は必ず司馬氏が勝利すると皆に語った。呉の人々は張悌の言葉を笑ったが、果たして蜀は魏に降伏した（蜀漢の滅亡）。
建衡元年（269年）、陸凱は亡くなる直前、国の支えとなる人物の一人として張悌の名を挙げている。
天璽元年（276年）、孫皓が封禅を行った時の碑文（封禅国山碑）に「屯騎校尉悌」の文字が見える。また孫晧の時代には軍師となり、天紀3年（279年）には丞相に昇進し、その直後に呉は晋の侵攻を受けた。孫皓はその報を聞くと、劉恪に牛渚を守らせ、張悌に戲場で攻城車を造らせた。
その後、張悌は孫晧の命を受け、沈瑩、諸葛靚、孫震らと共に3万の軍勢を率い、晋軍の長江渡河を迎撃しようとした。牛渚に着いた頃、沈瑩は「河を渡って戦えば、勝てたとしてもこの地を維持するのは難しい。また、敗北すれば国家の危機は決定的となる。今は渡るべきでない」と言った。だが、張悌は「呉が滅びかかっているのは賢者でも愚者でも知っている。このまま敵の進撃を許せば、不安になった兵が逃散し、戦わずして降伏せねばならない。国難において死ぬ者が一人もいないのは、国の恥ではないか」と言って長江を渡り、王渾率いる晋軍に決戦を挑んだ。まず楊荷橋で城陽都尉・張喬を攻めて7千を降伏させたが、諸葛靚の「後の煩いになるため抹殺すべき」という進言を却下し、張喬ら捕虜を安撫して進軍した。次に討呉護軍・張翰と揚州刺史・周浚の陣を、沈瑩の精鋭部隊が三度攻めたが崩せなかった。さらに沈瑩が退却するときに混乱が起きると、それに乗じて薛勝と蒋班が攻めかかり、張喬も後ろに回ったため呉軍は版橋で大敗を喫した。諸葛靚は使者を送って張悌に退却を勧めたが、張悌はその場を動かなかったという。このため、諸葛靚は自ら張悌の元に赴き再度退却を促したが、張悌は「身を以て国に殉ずることができるならば、どうして避けたりしようか」と言ってこれを退け、王渾麾下の劉彪に捕らえられた。あるいは乱戦の中で戦死し、張悌、孫震、沈瑩らの首は洛陽に送られた。

## 逸話
『捜神記』によると、張悌軍の柳栄は行軍中に病死し、2日後、突然激昂して生き返った。人々が彼に話を聞くと、「天に昇って北斗門に迫ると、張軍師が縄で縛られていたのだ。思わず大声で叫ぶと、なぜか門から追い返されてしまった」と言った。果たして、張悌の死も偶然その日だったとある。